# Butikker med særligt pladskrævende varegrupper
Betegnelsen butikker med særligt pladskrævende varegrupper dækker i dansk planlovgivning over butikker, der er over 1.500 m², og forhandler pladskrævende varegrupper, som er så pladskrævende, at de ikke kan indpasses i den centrale del af en by eller bydel, uden disse ødelægger dennes bymiljø. Listen over brancher, der kan gå under betegnelsen, reguleres i planloven. Dette kan fx være tømmer, større bygningsmaterialer og biler.
Normalt anvendes betegnelsen når der afsættes et område i en by, hvor denne type butikker kan opføres. Udover førnævnte brancher, findes der typisk flere af nedenstående butikker i sådan et område:
- Møbelforretninger (fx JYSK, Idé Møbler)
- Byggemarkeder (fx Jem&Fix, XL Byg, Bauhaus)
- o.l.